# Козлов, Аркадий Степанович
Аркадий Степанович Козлов — советский хозяйственный, государственный и политический деятель, Герой Социалистического Труда.

## Биография
Родился в 1938 году в Полоцке. Член КПСС с 1967 года.
С 1958 года — на хозяйственной, общественной и политической работе. В 1958—2009 гг. — бетонщик строительного управления № 125 треста № 16 «Нефтестрой» Министерства строительства БССР, помощник оператора, оператор, старший оператор, оператор технологических установок, старший оператор, бригадир операторов Новополоцкого нефтеперерабатывающего завода имени XXV съезда КПСС Министерства нефтеперерабатывающей и нефтехимической промышленности СССР.
Указом Президиума Верховного Совета СССР от 6 апреля 1981 года присвоено звание Героя Социалистического Труда с вручением ордена Ленина и золотой медали «Серп и Молот».
Избирался депутатом Верховного Совета СССР 7-го созыва.
Делегат XXVII съезда КПСС.
Умер в городе Новополоцк в 2011 году.